# Kvitkjølen
Kvitkjølen är en bergstopp i Antarktis. Den ligger i Östantarktis. Norge gör anspråk på området. Toppen på Kvitkjølen är 2 233 meter över havet, eller 287 meter över den omgivande terrängen. Bredden vid basen är 6,7 km.
Terrängen runt Kvitkjølen är lite bergig. Trakten är obefolkad. Det finns inga samhällen i närheten. 